# Edmund Wittbrodt
Edmund Kazimierz Wittbrodt (né le 16 novembre 1947  à Rumia en Pologne - ) est un homme politique et un sénateur polonais.
Jusqu'en 2004, il a été l'un des 105 membres de la Convention sur l'avenir de l'Europe chargée de rédiger le Traité établissant une Constitution pour l'Europe, en tant que représentant polonais.
Il a notamment proposé d'inscrire l'importance de l'héritage religieux dans la constitution, mais n'a pu obtenir cette inclusion dans le texte du traité.